# Філіп Ґленістер
Філіп Гейвуд Ґленістер (нар. 10 лютого 1963) — англійський актор, найбільш відомий завдяки ролі інспектора Джина Ганта у серіалах компанії BBC Життя на Марсі та Прах до праху.

## Біографія
Філіп Ґленістер нароидвся у Героу. Він — син режисера Джона Ґленістера та брат актора Роберта Ґленістера. Він закінчив школу в Гатч-Енді і під впливом тодішньої невістки Аманди Редман став займатися акторською майстрністю у Central School of Speech and Drama.
28 жовтня 2008 на передачі Пола О'Ґреді заявив, що є вболівальником команди з рідного містечка «Вілдстон». Також він відомий вболівальник Арсеналу.
Він є засновником благодійної організації у місті Кінгстон-на-Темзі, яка допомагає дітям із Суррей, хворим на рак.

## Кар'єра
На початку 1990-х Ґленістер знімався у багатьох серіалах, таких як Серцебиття, «Одяг для сніданку» та «Мовчазний свідок». У 1997 році він зіграв зведеного брата Річарда Шарпа Метта Трумана у телефільмі «Правосуддя Шарпа». Він зіграв Вільяма Доббіна у міні-серіалі 1998 року Ярмарок марнославства.
У 1998-99 році в телесеріалі «Роджер Роджер» він виконує роль водія маршрутки, який прагне стати рок-зіркою. У перших трьох сезонах ntktсеріалу «Після роботи» у 2000-02 роках він зіграв керівника фабрики Мака Макинтоша.
У фільмі 2003 року «Дівчата з календаря» Ґленістер виконав роль фотографа, який робив світлини оголених дівчат для календаря феміністичної організації. Також у 2003 році він зіграв у серіалі Велика гра. У мінісеріалі 2004 року «Ісландія на війні» Ґленістер зіграв роль німецького командира барона Генріха фон Райнґартена. У 2007 році разом із Джуді Денч та Франческою Анніс зіграв у серіалі «Кренфорд»
Найбільшу популярність Ґленістеру принесла роль Джина Ганта у серіалі «Життя на Марсі» (2006-07), у якому зіграв разом із Джоном Сімом. та його сиквелі «Прах до праху» з Кілі Говз. Ґленістер також працював із Сіммом над проектами Велика гра nf Після роботи, а також у кримінальному фільмі 2008 року Вівторок. Після анонсу фільму Ґленістер пожартував, що вони із Сіммом уклали угоду, за якою повинні кожного року грати разом.
У 2009 році він зфільмувався в ролі Руперта Ґелвіна — американського мисливця за демонам, у телесеріалі «Демони». Він розмовляв із американським акцентом, виконуючи цю роль, через що отримав багато критики. Коли серіал вирішили не продовжувати на другий сезон, він сказав, що мав проблеми із роллю.
У 2011 році Ґленістер знову зфільмувався разом із Сіммом, цього разу у телесеріалі каналу «Sky One» «Скажені пси» про чотирьох друзів, відпочинок яких на Мальорці звертає у несподіване русло.
Ґленістер зіграв незначну роль у фільмі Вуді Аллена «Ти зустрінеш таємничого незнайомця» у 2010 році. У 2011 році в екранізації роману Гі де Мопассана «Любий друг» він виконав роль Чарльза Форестьєра.
Актор зіграв роль у трилері «BBC» «Приховане»,а також виконав роль Капітана Смолета в адаптації роману «Острів скарбів» каналу «Sky One», який вийшов на Різдво 2011. У 2012 році він зіграв у п'єсі «Цей будинок».

## Публікації
У жовтні 2008 року Ґленістер випустив свою книгу про культуру 70-х і 80-х років, що має назву Усе не так, як було раніше. Очевидно, джерелом натхнення для нього стала участь у зйомках серіалів «Життя на Марсі» та «Прах до праху», дія яких відбувається якраз у 70-х та 80-х роках відповідно.

## Особисте життя
Ґленістер одружений із акторкою Бет Ґоддард з 2006 року, у них двоє дочок: Міллі та Шарлотта.

## Фільмографія

### Фільми
| Рік  | Фільм                              | Роль             |
| ---- | ---------------------------------- | ---------------- |
| 1995 | Посвідчення                        | Чарлі            |
| 2003 | Дівчата з календаря                | Лоуренс          |
| 2005 | Царство небесне                    | Сквайр           |
| 2008 | Вівторок                           | Ерп              |
| 2010 | Ти зустрінеш таємничого незнайомця | «друг по покеру» |
| 2012 | Любий друг                         | Чарльз Форестьєр |

### Телебачення
| Рік           | Телееріал                       | Роль                                | Примітки                 |
| ------------- | ------------------------------- | ----------------------------------- | ------------------------ |
| 1991          | Наглядач                        | Ґреґ Гантер                         | сезон 8, епізод 3        |
| 1991          | Таємниці Рут Ренделл            | Браян Грегсон                       | сезон 5, епізоди 4-6     |
| 1991          | Кинь мертвого осла              | Гаррісон                            | сезон 2, епізод 11       |
| 1991          | Бержерак                        | Філіп                               | сезон 9, епізод 11       |
| 1992          | Кохання зле                     | Марк                                | сезон 1, епзіоди 6, 7    |
| 1992          | Серцебиття                      | Джулін Кантлі                       | сезон 1, епізод 7        |
| 1992          | Фатальна інверсія               | Молодий детектив                    | епізоди 2 і 3            |
| 1993          | Детективи                       | офіцер                              | сезон 1, епізод 2        |
| 1994          | Закон і безлад                  | Девід Макнамарра                    | сезон 1, епізод 6        |
| 1994          | Шеф                             | Ангус Шодвел                        | сезон 4, епізод 8        |
| 1994          | Блакитне небо                   | Пол Твайс                           | сезон 1, епізод 6        |
| 1995          | Закохані                        | Рей                                 | телефільм                |
| 1995          | Одяг для сніданку               | Марк                                | сезон 1, епізоди 1-3     |
| 1996          | Справжнє кохання                | Філ                                 | телефільм                |
| 1996          | Мовчазний свідок                | Деннінґ                             | сезон 1, епізоди 5-6     |
| 1996          | Солдат, солдат                  | Джиммі Ріс                          | сезон 6, епізод 3        |
| 1996-1997     | Моє прекрасне життя             | Філ                                 | сезон 1, епізоди 0, 3, 6 |
| 1997          | Ідеальний синій                 | Том                                 | телефільм                |
| 1997          | Беріть торт і їжте його         | Джо Мартін                          | мінісеріал               |
| 1997          | Правосуддя Шарпа                | Метт Труман                         | ТВ-фільм                 |
| 1997          | Вікліф                          | Ерік Фіндлі                         | сезон 4, епізод 9        |
| 1998          | Ярмарок суєти                   | Вільям Доббін                       | мінісеріал               |
| 1998-1999     | Роджер Роджер                   | Філ                                 | сезони 1-2: 13 епізодів  |
| 2000-02       | Після роботи                    | Джеймс «Мак» Макинтош               | сезони 1-3: 11 епізодів  |
| 2001          | Ллойд та Гілл                   | Денні Ллойд                         | телефільм                |
| 2001          | Полювання                       | Роб Кемпбелл                        | телефільм                |
| 2001          | Горнблавер                      | Ґаннер Гоббс                        | телефільм                |
| 2003          | Ще одна з роду Болейн           | Вільям Стетфорд                     | телефільм                |
| 2003          | Велика гра                      | Вільям Белл                         | мінісеріал               |
| 2003          | Порок                           | Джейсон Ґрант                       | сезон 5, епізод 7        |
| 2003          | Байрон                          | Вільям Флетчер                      | телефільм                |
| 2004          | Ісландія на війні               | Оберст Гайнріх Барон вон Райнґартен | міні-серіал              |
| 2005          | Вітчим                          | Даґі Моллой                         | телефільм                |
| 2005          | Прогулянка                      | Едді                                | телефільм                |
| 2005          | Останнє право                   | Спірс                               | мінісеріал               |
| 2005          | Вінсент                         | Девід Дріскол                       | сезон 1, епізоди 1-3     |
| 2006-2007     | Життя на Марсі                  | Джин Гант                           | сезони 1-2: 16 епізодів  |
| 2007          | Кренфорд                        | Картер                              | мінісеріал               |
| 2008-2010     | Прах до праху                   | Джин Гант                           | сезон 1-3: 24 епізоди    |
| 2009          | Демони                          | Руперт Галвін                       | сезон 1: 6 епізодів      |
| 2011          | Скажені пси                     | Квін                                | мінісеріал               |
| 2011          | Приховане                       | Гаррі Венн                          | мінісеріал               |
| 2011          | Острів скарбів                  | капітан Смоллет                     | мінісеріал               |
| 2013          | Пуаро Аґати Крісті              | сер Вільям Бойд-Керрінґтон          | епізод: «Завіса»         |
| 2013–2014     | Велика школа                    | Тревор Ґанн                         | ситком                   |
| 2014          | Джамбо: літак, який змінив світ | оповідач                            | документальний фільм     |
| 2014          | Звідти сюди                     | Деніел Коттон                       | телесеріал               |
| 2014–2016     | За любов до автомобілів         | ведучий                             | документальний серіал    |
| 2015          | Здобич                          | Девід Мердок                        | телесеріал               |
| 2016          | Рівень                          | Френк Ле Со                         | мінісеріал               |
| 2016          | Порожня корона                  | Джон Талбот                         | телефільм                |
| 2016–2017     | Ізгой                           | преподобний Андерсон                | телесеріал               |
| 2017          | У дев'ятому номері              | Крейґ                               | телесеріал               |
| 2017–2019     | Жити мрією                      | Мел Пембертон                       | телесеріал               |
| 2019 — донині | Сміттєвий світ Дейва Спада      | Бетті Спад                          | телесеріал               |
| 2020          | Белгравія                       | Джеймс Тренчард                     | мінісеріал               |
| 2023          | Вбивства у Стілтавні            | інспектор Пол Бетелл                | мінісеріал               |
| 2023          | Фундація                        | комдор Арґо                         | телесеріал               |